# Clearfield (Pennsylvania)
Clearfield is een plaats (borough) in de Amerikaanse staat Pennsylvania, en valt bestuurlijk gezien onder Clearfield County.

## Demografie
Bij de volkstelling in 2000 werd het aantal inwoners vastgesteld op 6631. In 2006 is het aantal inwoners door het United States Census Bureau geschat op 6288, een daling van 343 (-5,2%).

## Geografie
Volgens het United States Census Bureau beslaat de plaats een oppervlakte van 4,9 km², waarvan 4,7 km² land en 0,2 km² water. Clearfield ligt op ongeveer 336 m boven zeeniveau.

## Plaatsen in de nabije omgeving
De onderstaande figuur toont nabijgelegen plaatsen in een straal van 16 km rond Clearfield.